# Casa Sorra
La Casa Sorra és una obra amb elements barrocs de Tivenys (Baix Ebre) inclosa a l'Inventari del Patrimoni Arquitectònic de Catalunya.

## Descripció
Edifici de dos pisos, la façana és obra de maçoneria arrebossada, amb composició irregular de buits. Presenta un parament força allargat, de dimensions majors que la resta d'edificis que l'envolten. Té dues portes, la principal (central) presenta carreus i arc de mig punt adovellat, amb escut a la clau, sense cap inscripció. Una intervenció recent l'ha desfigurat. Coberta de teula a dues vessants, amb motllura sobre la façana.

## Història
Segons es diu al poble, aquesta casa era un convent (anterior a la urbanització del zona), amb un hort posterior que arribava fins al riu, però no tenim cap documentació, ara per ara, per poder-ho confirmar. Es troba front l'antiga Església de Sant Isidre, documentada almenys al segle xvi i segurament d'origen medieval.